# Udall, Kansas
Udall är en ort i Cowley County i Kansas. Vid 2010 års folkräkning hade Udall 746 invånare.